# Mamsapuram
Mamsapuram là một thị xã panchayat của quận Virudhunagar thuộc bang Tamil Nadu, Ấn Độ.

## Nhân khẩu
Theo điều tra dân số năm 2001 của Ấn Độ, Mamsapuram có dân số 17.931 người. Phái nam chiếm 49% tổng số dân và phái nữ chiếm 51%. Mamsapuram có tỷ lệ 65% biết đọc biết viết, cao hơn tỷ lệ trung bình toàn quốc là 59,5%: tỷ lệ cho phái nam là 74%, và tỷ lệ cho phái nữ là 56%. Tại Mamsapuram, 11% dân số nhỏ hơn 6 tuổi.